# The Aggrovators
Gli Aggrovators furono un gruppo di musica reggae e una delle più importanti backing band della Giamaica; attivi negli anni settanta e ottanta, lavorarono soprattutto col produttore discografico Bunny Lee.
Hanno fatto parte della band molti musicisti cruciali nello sviluppo della musica reggae: leggende del calibro di  Jackie Mittoo, Sly and Robbie, Tommy McCook e Aston Barrett.

## Discografia

### Album
- 1975 - Shalom Dub (King Tubby & The Aggrovators)
- 1975 - Brass Rockers (Tommy McCook & The Aggrovators)
- 1975 - Cookin (Tommy McCook & The Aggrovators)
- 1975 - King Tubby Meets The Aggrovators At Dub Station (Tommy McCook & The Aggrovators)
- 1975 - Show Case (Tommy McCook & The Aggrovators)
- 1976 - Rasta Dub 76
- 1976 - Reggae Stones Dub
- 1977 - Kaya Dub
- 1977 - Aggrovators Meets The Revolutioners At Channel One Studios
- 1977 - Disco Rockers (Tommy McCook & The Aggrovators) (aka Hot Lava)
- 1978 - Guerilla Dub (The Aggrovators & The Revolutionaries)
- 1978 - Jammies In Lion Dub Style
- 1979 - Rockers Almighty Dub (The Aggrovators & The Revolutionaries)
- 197X - Presents Super Dub Disco Style (Bunny Lee & The Aggrovators)
- 1982 - Dubbing In The Back Yard (King Tubby & The Aggrovators)
- 1983 - Scientist Presents Neville Brown With The Aggrovators At Channel One

### Compilation
- 1975-77 - Bionic Dub (The Aggrovators & King Tubby & Bunny Lee)
- 197X - Bunny Lee Meets King Tubby & Aggrovators
- 1973-77 - Creation Dub (The Aggrovators & King Tubby)
- 1974-76 - Dub Jackpot (The Aggrovators & King Tubby)
- 1975-76 - Dub Justice
- 1975-79 - Dub Gone Crazy (The Aggrovators & King Tubby)
- 1973-78 - Dubbing It Studio 1 Style
- 1975-77 - Foundation Of Dub (King Tubby & The Aggrovators)
- 197X - Instrumental Reggae (The Aggrovators featuring Bobby Ellis & Tommy McCook)
- 1975-76 - Johnny In The Echo Chamber
- 1973-77 - Straight To I Roy Head (Bunny Lee & King Tubby & The Aggrovators)